# 케이프투자증권
케이프투자증권은 케이프 계열의 증권회사이다.

## 역사
2008년 LIG투자증권으로 출범하여 2017년에 현재의 사명으로 변경한 후 현재까지 증권업을 영위하고 있다.